# Germania (Oper)
Germania ist eine Oper (Originalbezeichnung: „dramma lirico“) von Alberto Franchetti in einem Prolog, zwei Bildern und einem Epilog mit einem Libretto von Luigi Illica. Sie wurde am 11. März 1902 an der Mailänder Scala uraufgeführt.

## Handlung

### Prolog

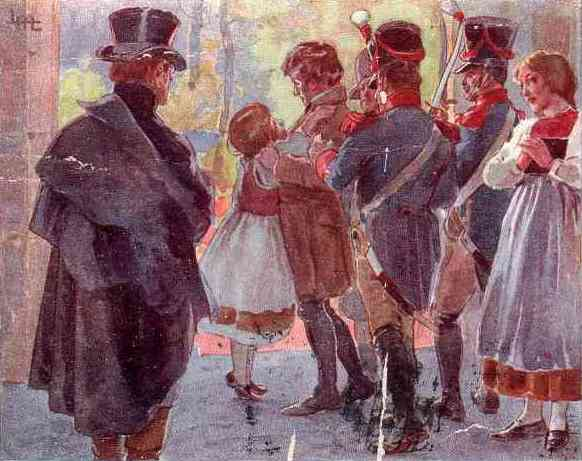
Szene aus dem Prolog

In und um Nürnberg im Jahr 1806; eine alte Mühle an der Pegnitz
Eine Gruppe Studenten versteckt den Buchhändler und Verleger Giovanni Filippo Palm, der von der Polizei wegen der Verbreitung des anonymen Buches Germania gesucht wird. Die Anstifter der Jagd nach Palm sind die Besatzungstruppen Napoleons, die zusammen mit einigen deutschen Fürsten in Palms Buch heftig kritisiert wurden. Philosophen, Dichter und Studenten appellieren an die Einwohner der deutschen Gebiete, sich gegen ihre Ausbeutung zu erheben und ihr geteiltes Land zu vereinen. Die Studenten können sich nicht darauf einigen, ob sie ihren Kampf mit dem Schwert oder mit der Feder ausüben sollen. Ihr Anführer Carlo Worms, ein Idealist, beruft sich auf die Worte des Philosophen Johann Gottlieb Fichte und spricht sich dafür aus, die Menschenrechte, die Rede- und Gedankenfreiheit im Sinne Friedrich Schillers zu fordern. In der Debatte stehen ihm die Mitglieder einer radikaleren Gruppe gegenüber, darunter Federico Loewe, ein Freund von Carlo Worms und sein Gegner in mehr als einer Hinsicht, denn beide lieben dieselbe Frau, Ricke, die bereits mit Loewe verlobt ist. Worms verführt Ricke, während Loewes Abwesenheit. Ricke ist verzweifelt, weil Worms sie warnt, dass Loewe und er die Angelegenheit in einem Duell austragen müssen, wenn sie Loewe ihre Untreue gesteht. Sie verspricht, zu schweigen, obwohl sie von ihrem Gewissen geplagt wird. Ein junger Bursche, Jebbel, hat ein Bestechungsgeld der Polizei angenommen und Palms Versteck enthüllt.

### Erstes Bild
Hütte eines Waldhüters im württembergischen Schwarzwald
Loewe, Ricke, ihre Schwester Jane, ihre alte Mutter und der Student Crisogono, Worms Adjutant, sind in den Schwarzwald geflohen. Als bekannt wird, dass Worms im Kampf gefallen ist, blickt Ricke optimistisch in eine ungetrübte Zukunft mit ihrem Ehemann Loewe. Doch am Tag ihrer Hochzeit erscheint plötzlich Worms, schwer verletzt. Als er feststellt, dass die Zeremonie beendet ist, läuft er davon. Kurz darauf bemerkt Loewe, dass Ricke verschwunden ist. Er findet einen Abschiedsbrief von ihr, in dem sie ihm ihre Liebe versichert, aber auch ihre Affäre mit Worms gesteht. Sie bittet um Vergebung, aber Loewe schwört, sich an Worms zu rächen.

### Zweites Bild

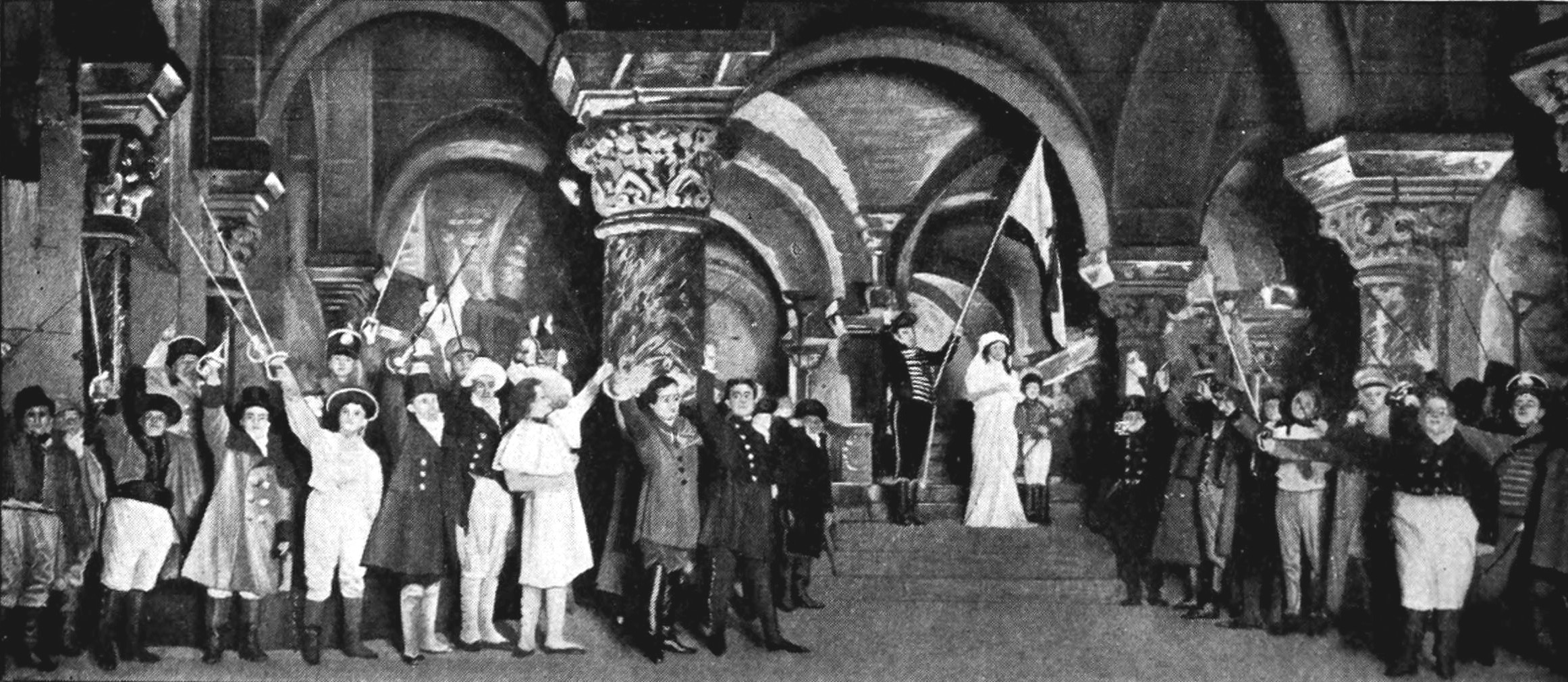
Die Kellerszene im zweiten Bild

Jahre später, unterirdischer Treffpunkt des Louisenbunds gegen Napoleon in Königsberg
Studenten aus ganz Deutschland versammeln sich unter der Parole „Germania!“ Jebbel, inzwischen zu einem jungen Mann herangewachsen, erscheint vor dem Tribunal der Liga und gesteht, Palm vor Jahren an die Polizei verraten zu haben. Viele Mitglieder der Liga fordern seine Hinrichtung, aber Luigi Adolfo Guglielmo Lützow, einer ihrer angesehensten Vertreter im Untergrund, tritt Jebbel zur Seite und fordert ihn zum bevorstehenden Kampf gegen die Truppen Napoleons auf. Plötzlich erscheint Loewe und schwört Rache gegen Worms. Er fordert ihn zu einem Duell auf. Worms ist entschlossen, die Fehde zu beenden, indem er sich von Loewe töten lässt, aber bevor es dazu kommt, hat die Königin einen eindrucksvollen Auftritt. Gemeinsam erklären sie ihre Hoffnung auf ein zukünftiges Deutschland ohne Tyrannei. Diese kollektive Vision drückt sich in wildem Fanatismus aus. Worms, Loewe und die versammelten Freiwilligen begeben sich in den Kampf der Leipziger Völkerschlacht.

### Symphonisches Intermezzo
Die Schlacht der Nationen

### Epilog

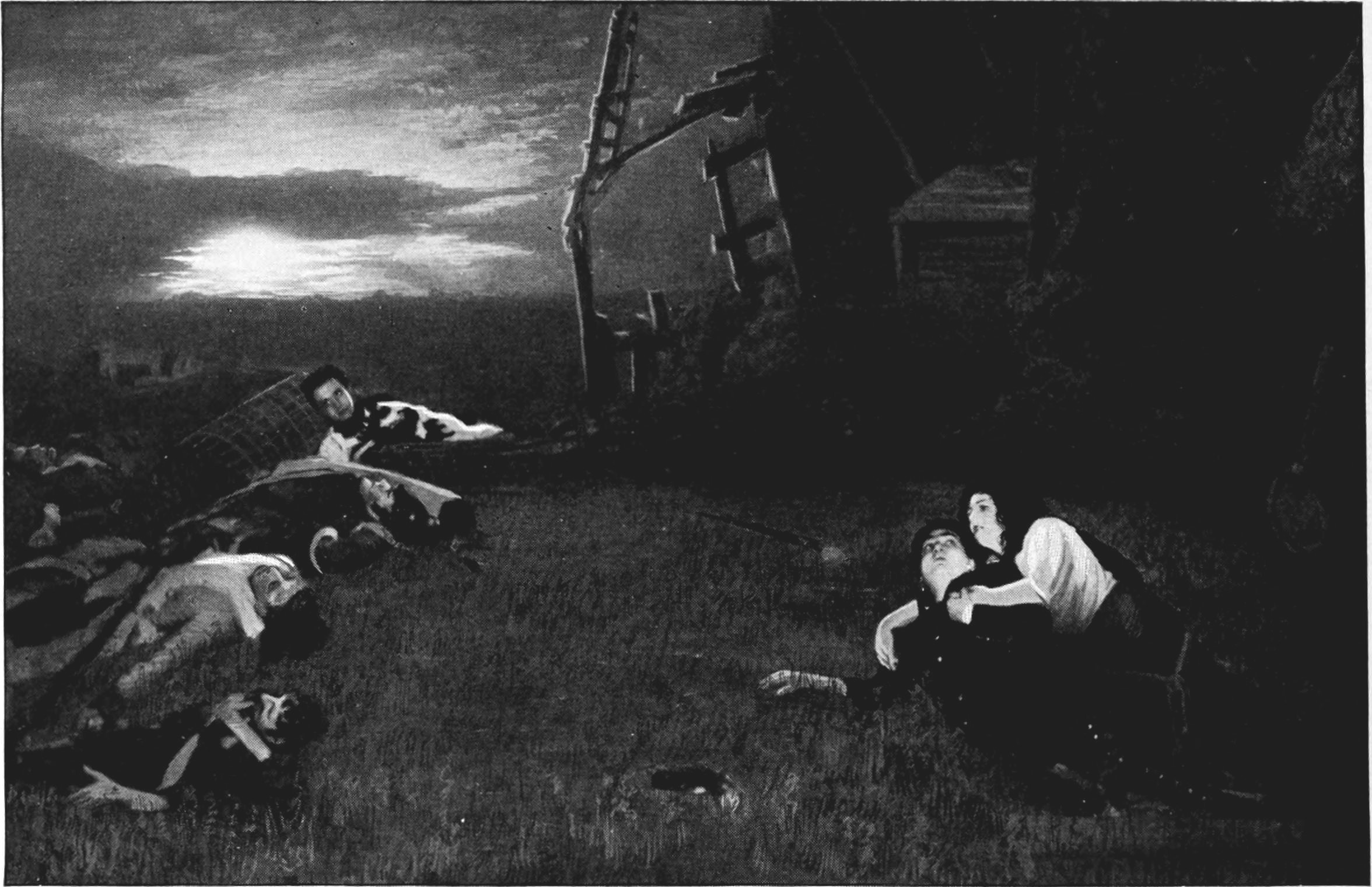
Das Schlachtfeld bei Leipzig – Enrico Caruso, Emmy Destinn und Pasquale Amato

Ebene von Leipzig zwischen Rochlitz und Grimma, 19. Oktober 1813, nach der dreitägigen Schlacht
Ricke ist in den Sog der Ereignisse geraten. Sie findet Worms tot und Loewe schwer verletzt auf dem Schlachtfeld. Ohne Tränen zu vergießen, arrangiert Ricke zärtlich den Körper ihres Geliebten und legt sich neben ihn. Als sich die Abenddämmerung sammelt, sinkt ihr Kopf auf seine jetzt stille Brust, während sie ihre einzige ewige Hochzeitsnacht zusammen verbringen.

## Orchester
Die Orchesterbesetzung der Oper enthält die folgenden Instrumente:
- Holzbläser: zwei Piccoloflöten, zwei Flöten, zwei Oboen, zwei Englischhörner, zwei Klarinetten, Bassklarinette, drei Fagotte, Kontrafagott
- Blechbläser: vier Hörner, drei Trompeten, Basstrompete, drei Posaunen, Bassposaune, vier Tuben, Basstuba
- Pauken, Schlagzeug: kleine Trommel, große Trommel, Becken, Triangel, Tamtam
- Celesta, Harmonium
- zwei Harfen
- Streicher
- Bühnenmusik: zwei Hörner, Trompete, zwei große Trommeln, sechs kleine Trommeln

## Werkgeschichte

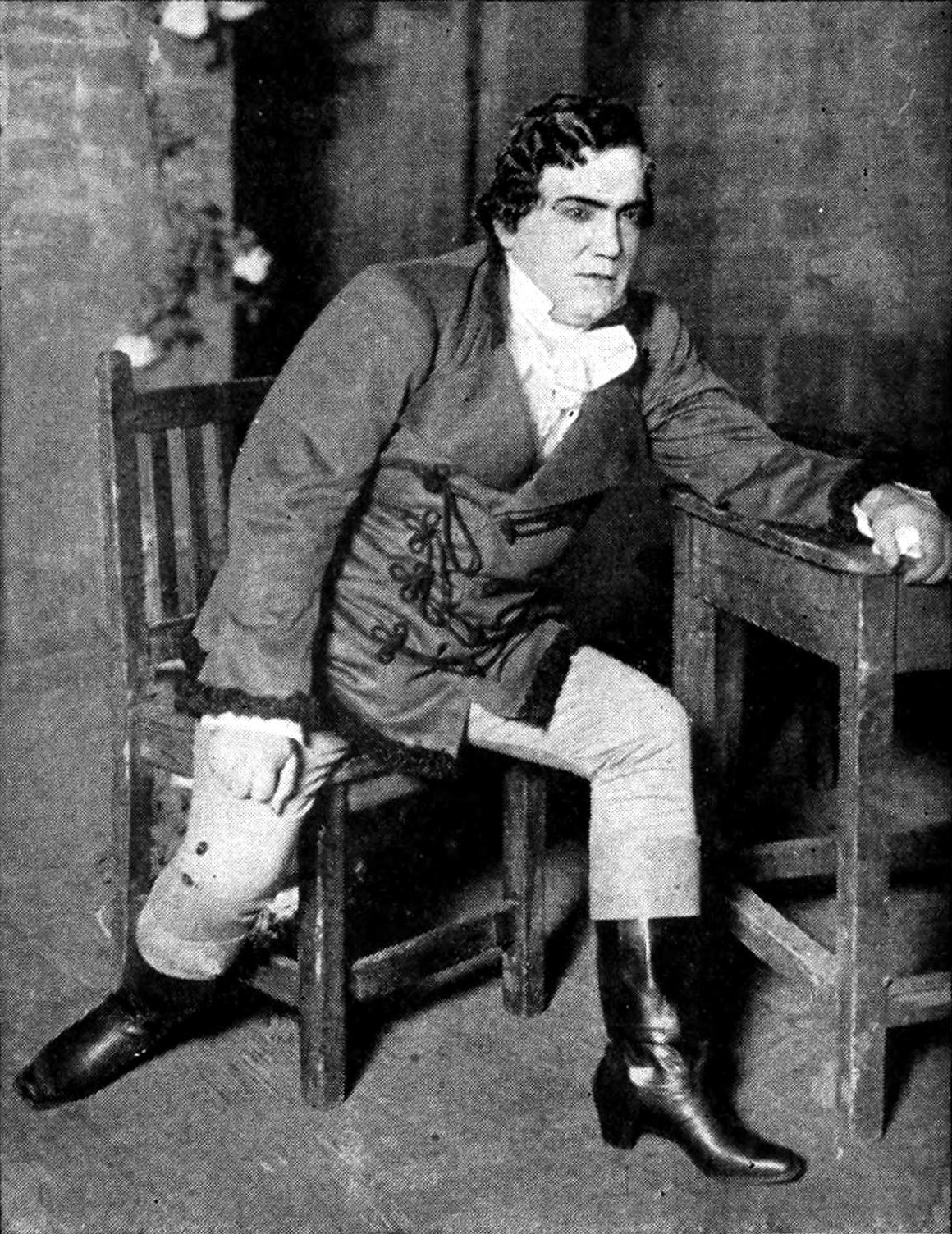
Enrico Caruso als Federico

Die Uraufführung am 11. März 1902 im Teatro alla Scala in Mailand dirigierte Arturo Toscanini. Das Bühnenbild stammte von Adolfo Hohenstein. Die Rolle des Federico Loewe sang Enrico Caruso, die des Carlo Worms Mario Sammarco. Die weiteren Sänger waren Oreste Gennari (Giovanni Filippo Palm), Michele Wigley (Crisogono), Amelia Pinto (Ricke), Jane Bathory (Jane), Teresina Ferraris (Lene Armuth), Bice Silvestri (Jebbel), Giovanni Gravina (Stapps), Carlo Ragni (Luigi Adolfo Guglielmo Lützow), Oreste Lombardi (Carlo Teodoro Körner), E. D’Alessandro (Weber), Adele Ponzano (Frau Hedvige), Ettore Gennari (Peters), Arcangelo Rossi (Chef der deutschen Polizei), Michele Sampieri (Polizist) und Bruna Properzi (Frau).
Die Oper war zunächst ein Erfolg, aber seit der Zwischenkriegszeit gab es nur selten Einstudierungen. Heute ist das Werk hauptsächlich dank der Aufnahmen zweier Arien durch Enrico Caruso (aus dem Uraufführungsjahr 1902) bekannt. Nach dem Erfolg im Teatro alla Scala führte auch die Metropolitan Opera in New York das Werk auf.
Die Deutsche Oper Berlin brachte Germania 2006 in einer Inszenierung der Intendantin Kirsten Harms (Dirigent: Renato Palumbo, Ausstattung: Bernd Damovsky) heraus, eine Produktion, die auch auf DVD veröffentlicht wurde.

## Aufnahmen
- vor 1942 – Dirigent unbekannt; mit Giuseppe Agostini, Piero Pauli, Pasquale Amato, Matteo Dragoni und Amelia Pinto.
 Studioaufnahme.
 IRCC CD: CD 812.[4]:4921
- 27. April 1985 – Victoria Bond (Dirigentin), Opera Orchestra of New York.
 Nathan Bahny (Giovanni Filippo Palm), Joseph Wolverton (Federico Loewe), Henry Lackowski (Carlo Worms), Robert Wachs (Crisogono), April Evans-Montefiore (Ricke), Deanna Alida (Lene Armuth), Joan Tirrell (Jebbel), David Groth (Stapps), Albert Tucker (Luigi Adolfo Guglielmo Lützow), Paula Oleska (Frau Hedvige).
 Live aus dem Joan of Arc Theatre, New York.[4]:4919
- 5. Mai 1985 – Victoria Bond (Dirigentin), Opera Orchestra of New York.
 Besetzung wie am 27. April 1985.
 Live aus dem Joan of Arc Theatre, New York.[4]:4920
- Oktober 2006 – Renato Palumbo (Dirigent), Kirsten Harms (Inszenierung), Orchester und Chor der Deutschen Oper Berlin.
 Ante Jerkunica (Giovanni Filippo Palm), Carlo Ventre (Federico Loewe), Bruno Caproni (Carlo Worms), Markus Brück (Crisogono), Lise Lindström (Ricke), Sarah van der Kemp (Jane), Ceri Williams (Lene Armuth), Jacquelyn Wagner (Jebbel), Dominik Broecker (Jebbel als Kind), Arutjun Kotschinian (Stapps), Harold Wilson (Luigi Adolfo Guglielmo Lützow), Paul Kaufmann (Carlo Teodoro Körner), Hyung-Wook Lee (Chef der deutschen Polizei), Max Uwe Stieren (Polizist), Nicole Piccolomini (Frau).
 Video; live aus Berlin.
 Capriccio 93518 (1 DVD).[4]:4922